# Philip van der Walt
Pour les articles homonymes, voir Van der Walt.

a Compétitions nationales et continentales officielles uniquement.

Dernière mise à jour le 6 décembre 2017.
Philip van der Walt, né le 14 juillet 1989, est un joueur sud-africain de rugby à XV évoluant aux postes de troisième ligne centre ou de troisième ligne aile.